# Yakuza 3
Yakuza 3 (龍が如く3, Ryū ga Gotoku 3, lit. "Como um Dragão 3") é o terceiro jogo principal da série Yakuza, lançado para o PlayStation 3 em 2009, desenvolvido pela equipe interna CS1 da Sega e publicado pela Sega. Ele foi lançado no Japão e no Sudeste Asiático em 26 de fevereiro de 2009 e na América do Norte e na Europa em 9 de março de 2010 e 12 de março de 2010, respectivamente. Uma remasterização contendo todo o conteúdo cortado do jogo original foi lançada no Japão em 9 de agosto de 2018 e mundialmente em 20 de agosto de 2019 para o PlayStation 4, e em 28 de janeiro de 2021 para Microsoft Windows e Xbox One. Uma sequência, Yakuza 4, foi lançada em 18 de março de 2010 no Japão.

## Jogabilidade
Yakuza 3 foi o primeiro jogo da série a incluir Troféus da PlayStation Network, sendo 45 troféus na edição ocidental e 50 na edição oriental. Ele adicionou quatro elementos principais de jogabilidade: a Seamless Battle (シームレスバトル) permite que o jogo varie entre o modo Aventura e o modo Batalha sem telas de carregamento; a Chase Battle (チェイスバトル) é um novo modo de batalha onde, ao invés de lutar contra um oponente diretamente, o jogador deve administrar uma barra de energia enquanto corre, perdendo o personagem que perde toda a sua energia primeiro; as Revelations (天啓, Tenkei) permitem que Kazuma Kiryu aprenda novos "Heat Moves" no modo Aventura, com o personagem utilizando a câmera de seu celular para gravar novos movimentos e técnicas; por fim, é possível entrar em um modo de câmera em primeira pessoa ao pressionar o botão R3 do DualShock 3, permitindo uma melhor visualização de ruas e pessoas. De acordo com a British Board of Film Classification, Yakuza 3 cotnta com 295 minutos de cinemáticas.
Vinte minijogos estão disponíveis no modo Aventura, sendo eles aromaterapia, dardos, bilhar, karaokê, boliche, mahjong, chinchirorin, shogi, chō-han, koi-koi, oicho-kabu, roleta, pôquer, vinte-e-um, quiz, uma área para praticar basebol, golfe, pesca na costa e os fliperamas UFO Catcher e Boxcelios.

## Enredo

### Locação

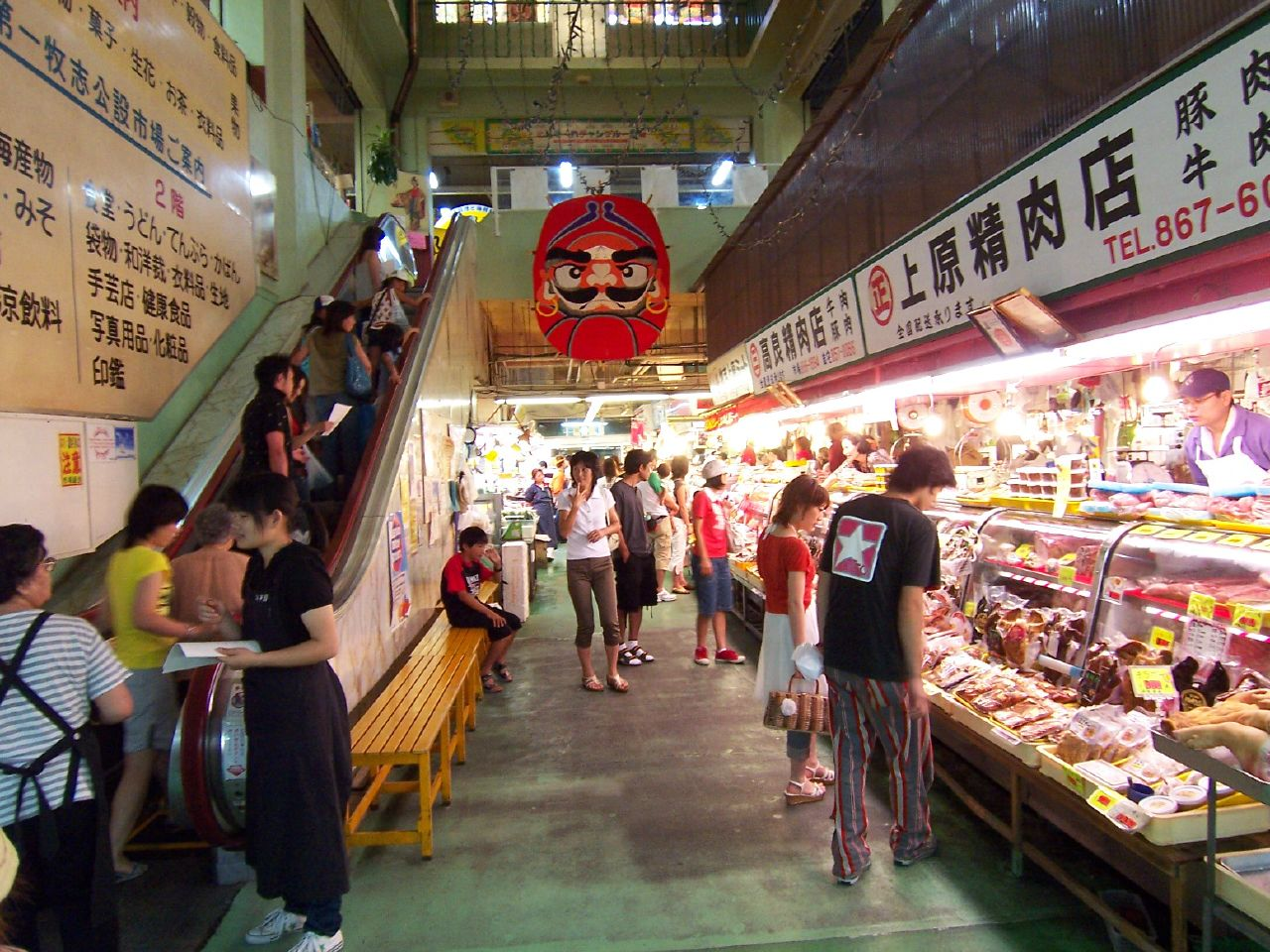
O Public Market de Ryukyu é baseado no Makishi Public Market (na foto), do distrito Makishi em Naha

Seguindo a história de Kazuma Kiryu de Yakuza e Yakuza 2, Yakuza 3 se passa tanto em Kamurocho, uma versão fictícia do distrito de luz vermelha Kabukichō, de Tóquio, e uma nova locação chamada Ryukyu, baseada no distrito Makishi, de Naha, em Okinawa. Essa locação inclui marcos reais como o centro comercial Ichiba Hondori, renomeado Karyushi Arcade (かりゅしアーケード), o mercado público Makishi Public Market, encurtado para Public Market (公設市場), a famosa rua de entretenimento Kokusai Street, renomeada Ryukyu Street (琉球通り), a estação de monotrilho Kencho-Mae, renomeada Ryukyugai-mae Station (琉球街前) e a loja de departamento da Mitsukoshi, que manteve seu nome real como parte da campanha de tie-in do jogo.

### História
Os personagens principais de Yakuza 3 são Kazuma Kiryu e Haruka Sawamura, com Rikiya Shimabukuro como personagem secundário que pode acompanhar Kiryu. Outras pessoas incluem trezentos e sessenta personagens únicos, aparecendo tanto na história principal quanto em mais de cem diferentes subtramas. Ao contrário dos jogos anteriores, a história não foi escrita por Hase Seishū; ao invés disso, ela foi principalmente escrita por Masayoshi Yokoyama. Yakuza 3 é diferente de seus predecessores em sua escolha de cenário; enquanto Yakuza e Yakuza 2 se focavam nos ambientes urbanos de Tóquio e Osaka, ele se passa majoritariamente nas ilhas rurais de Okinawa, onde Kiryu administra o Orfanato Morning Glory com sua filha adotiva, Haruka Sawamura.

## Desenvolvimento
Daisuke Tomoda, artista visual do estúdio CS1 da Sega e líder da equipe de design de personagens da série Yakuza desde o primeiro jogo, parcialmente revelou o desenvolvimento de Yakuza 3 no seminário Game Tools & Middleware de 2009 sediado em Tóquio em 15 de junho. A criação de personagens para Yakuza 3 começou pouco tempo depois da conclusão do desenvolvimento de Ryū ga Gotoku Kenzan! em 2008, com uma fase de projeto de três semanas seguida por oito meses de produção. No fim, 110 personagens poligonalmente densos por aparecerem em cinemáticas foram criados, além de outros 250 personagens menores, criados por um total de 60 times.

### Elenco
Os personagens principais do jogo tiveram seus rostos modelados a partir do rosto de seus dubladores, que são celebridades Japonesas. Os dados tridimensionais do software Softimage XSI foram obtidos ao escanear o rosto de cada um deles com um scanner da Cyberware Inc. Retornando de jogos anteriores, estão Takaya Kuroda, Rie Kugimiya, Hidenari Ugaki e Satoshi Tokushige.
| - Takaya Kuroda como Kazuma Kiryu - Rie Kugimiya como Haruka Sawamura - Hidenari Ugaki como Goro Majima - Satoshi Tokushige como Daigo Dojima - Tatsuya Fujiwara como Rikiya Shimabukuro - Nakamura Shidō II como Yoshitaka Mine | - Tetsuya Watari como Joji Fua - Shigeru Izumiya como Shigeru Nakahara - George Takahashi como Goh Hamazaki - Akio Ōtsuka como Ryuzo Tamiya - Daisuke Miyakawa como Mikio Aragaki - Hiroyuki Miyasako como Tsuyoshi Kanda |

### Trilha sonora
A trilha sonora completa, Ryū ga Gotoku 3 Original Soundtrack, foi publicada pela Wave Master no Japão em 26 de fevereiro de 2009. Ela foi incluída como um CD bônus na versão deluxe de Yakuza 3 em regiões PAL, chamada Battle Pack. A música foi composta por Hidenori Shoji, Kentaro Koyama, Takahiro Kai, Hiroyoshi Kato, Yoshio Tsuru e Hideki Sakamoto, e inclui uma faixa pela Love Sound System (DJ Giuliano, Ayako e Yoshiji Kobayashi). Os musicistas são Minako Obata, também conhecida como Mooki, Chihiro Aoki e Mitsuharu Fukuyama. Duas canções disponíveis no minijogo de karaokê também são incluídas, cantadas pelos dubladores Takaya Kuroda e Rie Kugimiya.

## Recepção
Yakuza 3 recebeu o "Prêmio por Excelência" no Japan Game Awards de 2009 por seu "desenvolvimento dramático de enredo, gráficos detalhadamente elaborados, e o entretenimento encontrado em cada porção do jogo incluindo o vasto número de subtramas e minijogos." O jogo também recebeu o prêmio dourado da SCEJ por ultrapassar a marca de 500.000 unidades vendidas no mercado japonês, ao lado de jogos como Resident Evil 5 e Dissidia Final Fantasy. Ele também foi bem recebido no ocidente, recebendo uma média agregada de 79 de 100 no Metacritic, indicando "análises geralmente positivas". Entretanto, o jogo foi criticado pela remoção de conteúdo na localização, incluindo algumas subtramas.
Yakuza 3 foi o segundo jogo mais vendido para PlayStation 3 em 2009 no Japão, atrás apenas de Final Fantasy XIII, tendo vendido 499.436 cópias até 7 de dezembro de 2009 de acordo com a Famitsu.

## Lançamentos
Uma demo grátis foi lançada na PlayStation Store japonesa em 19 de fevereiro de 2009. A mesma demo foi lançada na PlayStation Store europeia em 18 de fevereiro de 2010.
Graças ao sucesso comercial na Ásia, o jogo foi relançado pela coleção The Best para PlayStation 3 no Sudeste Asiático em 30 de novembro de 2009, e no Japão em 3 de dezembro de 2009. O jogo também recebeu uma edição da coleção BigHit Series para PlayStation 3 em 11 de dezembro de 2009 na Coreia do Sul.

### Yakuza 3 Remastered
Yakuza 3 recebeu uma versão remasterizada em full HD para PlayStation 4, lançada em 8 de agosto de 2018 no Japão e em 20 de agosto de 2019 na Europa e América do Norte. Essa versão também foi vendida com remasterizações de Yakuza 4 e Yakuza 5 na coleção Yakuza Remastered Collection, lançada em 11 de fevereiro de 2020.
Em 28 de janeiro de 2021, Yakuza 3 Remastered foi lançado para Microsoft Windows e Xbox One por meio da Yakuza Remastered Collection.